# Мосін Сергій Іванович
Мо́сін Сергі́й Іва́нович (5 травня 1849, с. Рамонь, Воронізька губернія, Російська імперія — 8 лютого 1902, Сестрорецьк, Російська імперія) — російський конструктор та організатор виробництва стрілецької зброї.

## Біографія
Сергій Мосін народився 5 травня 1849 року у селі Рамоні Воронізької губернії в родині відставного поручика і селянки. 
Навчався у Воронезькому кадетському корпусі, який закінчив з відзнакою. Протягом 1861-1867 років навчався в Олександровському кадетському корпусі у Москві. Потім навчався у Михайлівському артилерійському училищі (згодом — академія). 1875 році із золотою медаллю закінчив академію та був підвищений до чину штабс-капітана та направлений на тульський імператорський збройовий завод. Вперше свої конструкторські здібності він виявив у 1878 році, коли брав участь в конкурсі з діагностики вірності прицільної лінії для гвинтівок зразка 1870 року.

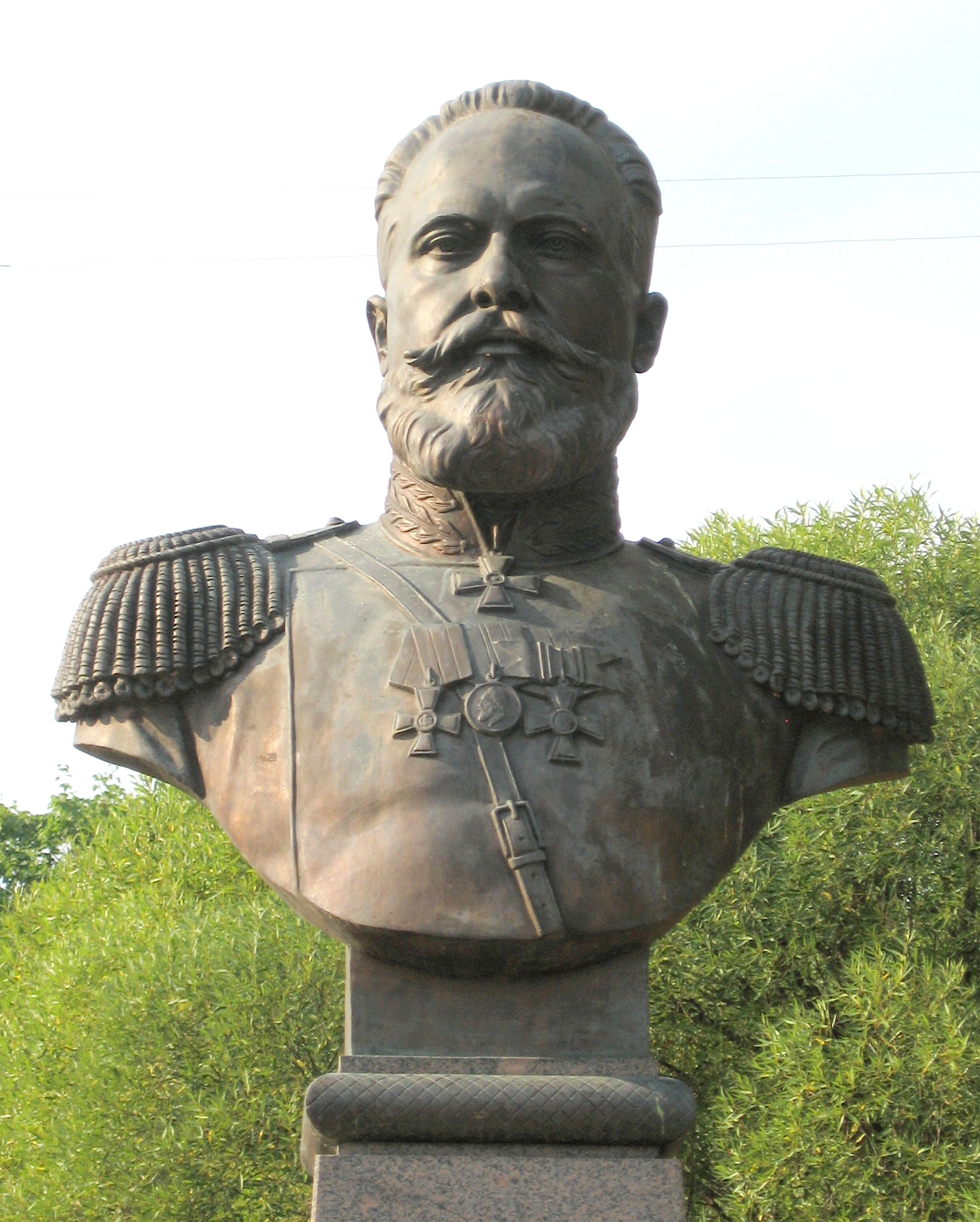
Пам'ятник С. І. Мосіну в Сестрорецьку

1880 року призначений начальником інструментальної майстерні, а 1883 року розробив свої перші магазинні гвинтівки. Основним суперником С. І. Мосіна був бельгійський зброяр Леон Наган. Остаточні порівняльні випробування гвинтівок в березні 1891 року показали, що в конструкції С. І. Мосіна «... особливо слід відзначити технічно дотепне рішення задачі про подачу патронів з магазина шляхом введення особливої деталі механізму — відсічення-відбивача». Крім того, російський зразок був в 1,6 рази дешевше, ніж гвинтівка Нагана. 16 квітня 1891 року російська трилінійна гвинтівка зразка 1891 року (калібр патрона 7,62 мм) Сергія Мосіна була прийнята на озброєння російської армії. За часів правління Олександра IIIгвинтівка отримала назву — трилінійну гвинтівка зразка 1891 року. Випуск трилінійної гвинтівки зразка 1891 року тривав до 1944 року та була на озброєнні до середини 1970-х років.
У 1894 році Мосін призначається начальником Сестрорецкого збройового заводу, командиром міського гарнізону та стає членом Артилерійського комітету. Його «трилінійка» на Всесвітній виставці 1900 року в Парижі отримала нагороду Гран-Прі. Мосін, якому присвоїли звання полковника, а потім й генерал-майора, але на початку 1902 року він захворів на пневмонію та 8 лютого 1902 року помер. Похований у Сестрорецьку.

## Нагороди
- Імператорський орден Святого Рівноапостольного князя Володимира двох ступенів;
- орден Святої Анни;
- орден Благородної Бухари;
- вища військово-технічна нагорода Російської армії — Михайлівська премія.

## Родина
Зі своєю майбутньою дружиною, Варварою Миколаївною Арсеньєвою познайомився у 1875 році, але вона була одружена з тульським поміщиком Арсеньєвим та виховувала двох дітей. Сергій Іванович закохався в неї, але законний чоловік чинив опір розлученню. Двічі Мосін викликав його на дуель, але той ухилявся від поєдинку. Зрештою, Арсеньєв погодився на розлучення, зажадавши неабиякі відступні. Однак таких грошей у Мосіна не було. І лише в 1891 році, через шістнадцять років після знайомства Варвара Миколаївна та Сергій Іванович зіграли весілля.
Прямий нащадок - Мосін Володислав - український військовослужбовець спецпідрозділу ГУР "Kraken".

## Вшанування пам'яті
2001 року в місті Сестрорецьку (передмістя Санкт-Петербурга) відкрито пам'ятник С. І. Мосіну, роботи скульптора Бориса Петрова та архітектора Олександра Бакусова.